# Дурнов, Трофим Феодорович
Трофим Феодорович Дурнов (1765–1833) — русский исторический живописец, академик Императорской Академии художеств. Отец художника И. Т. Дурнова и архитектора А. Т. Дурнова.

## Биография

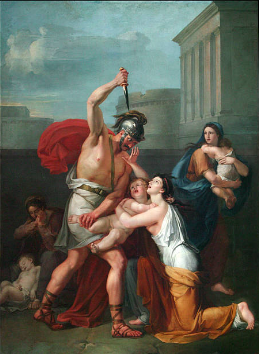
Избиение младенцев (1809)

Был вольноотпущенным графа А. И. Воронцова. Учился в Императорской Академии художеств в качестве постороннего ученика. Ученик И. А. Акимова. Окончил курс академии (1797), получив малую серебряную медаль за рисунок с натуры. Был причислен к живописному классу Академии художеств (1800). Получил звание «назначенного в академики» (1804) за представленную им картину «Се человек!». Писал иконы для иконостаса церкви в Липецке (1805). Получил от Академии звание академика (1809) за картину: «Избиение младенцев». Дурнов писал, главным образом, образа.